# 講習会商法
講習会商法（こうしゅうかいしょうほう）とは販売業者が地域のイベント会場などを借り講習会を開催すると共に消費者に関連商品を買わせる商法。
表向きは住民の技能向上や健康促進など地域社会への貢献を謳っているものの、実際は高価な器具や医薬部外品などを売る事を目的としている。時間を必要とする講習会と行うという形式であるため比較的多忙でない者が被害者となっている。
特に広く行われている講習会商法としては老人をターゲットとした健康に関する講習会を行うと共に、医療器具や羽毛布団などといった高価な品物を買わせる手法が存在する。
他には主婦向けの料理講習会を行うと共に、高価な鍋などの調理器具を買わせるといった手法が存在する。